# Wizura

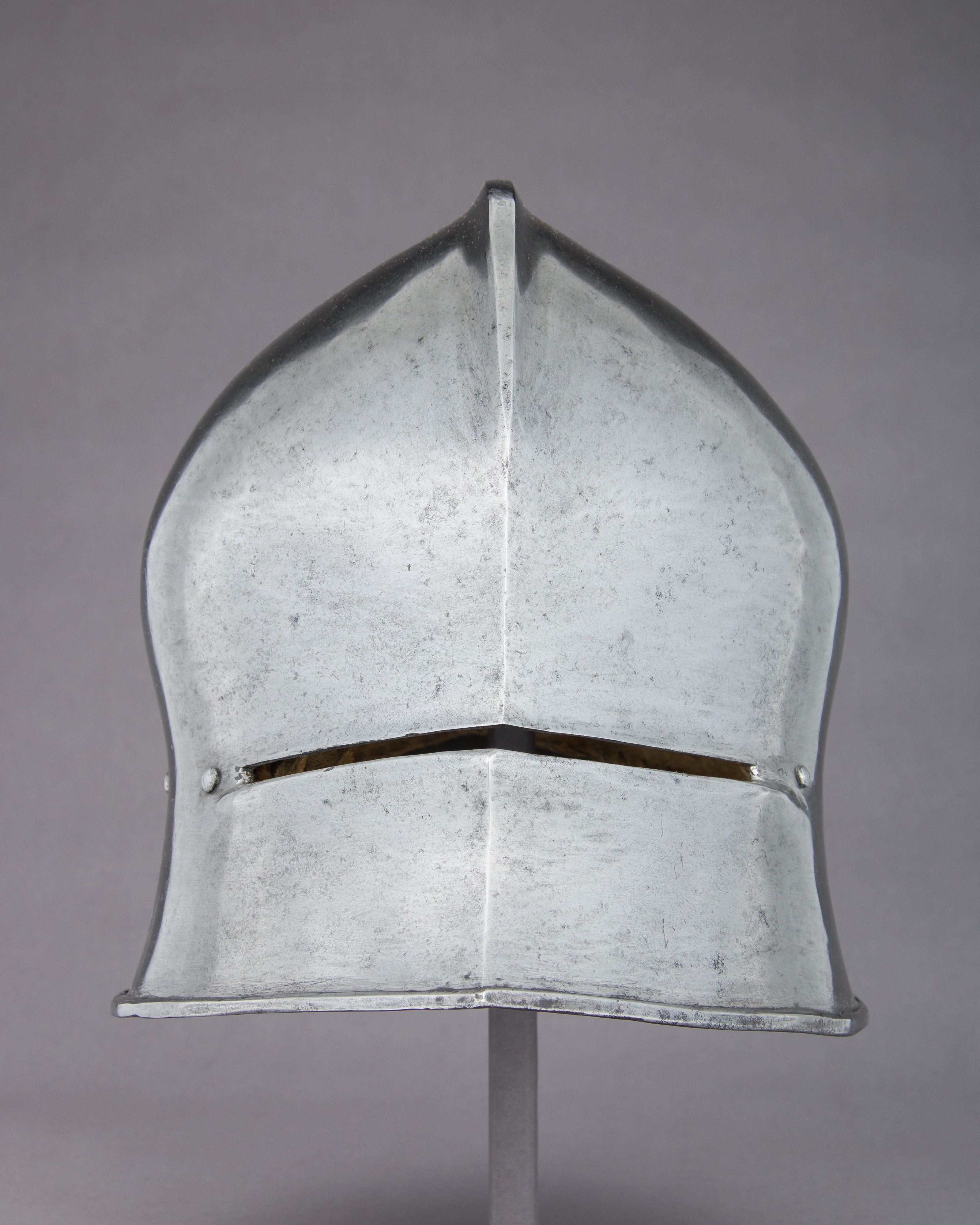
Wizura w hełmie typu salada

Wizura (szpara wzrokowa, wizjer, pot. wiziura) – część konstrukcyjna hełmu w postaci wąskiego poprzecznego otworu, umożliwiającego obserwację w przypadku gdy konstrukcja hełmu zasłania twarz użytkownika. Wizura stosowana była zwłaszcza w hełmach zamkniętych. Wycinano ją bezpośrednio w dzwonie hełmu, bądź w jego podnoszonej zasłonie (zob. przyłbica).